# Revised Standard Version
Revised Standard Version, RSV, är en engelsk bibelöversättning. Nya Testamentet kom ut 1946, och hela bibeln kom ut 1952. Översättningen av Gamla Testamentet kritiserades hårt av många konservativa protestanter, som ansåg att denna var färgad av liberalteologi och bibelkritik. Ett resultat av denna kritik var att mer konservativa bibelöversättningar som New American Standard Bible och New International Version kom ut.

### Fotnoter
1. ↑  ”About the RSV” (på engelska). National Council of Churches USA. Arkiverad från originalet den 18 maj 2016. https://web.archive.org/web/20160518063139/http://www.ncccusa.org/newbtu/aboutrsv.html. Läst 4 maj 2016.